# New Brighton (Minnesota)
New Brighton é uma cidade localizada no estado americano de Minnesota, no Condado de Ramsey.

## Demografia
Segundo o censo americano de 2000, a sua população era de 22.206 habitantes.
Em 2006, foi estimada uma população de 20.875, um decréscimo de 1331 (-6.0%).

## Geografia
De acordo com o United States Census Bureau tem uma área de
18,4 km², dos quais 17,2 km² cobertos por terra e 1,2 km² cobertos por água. New Brighton localiza-se a aproximadamente 268 m acima do nível do mar.

## Localidades na vizinhança
O diagrama seguinte representa as localidades num raio de 8 km ao redor de New Brighton.